# Vera Brühne

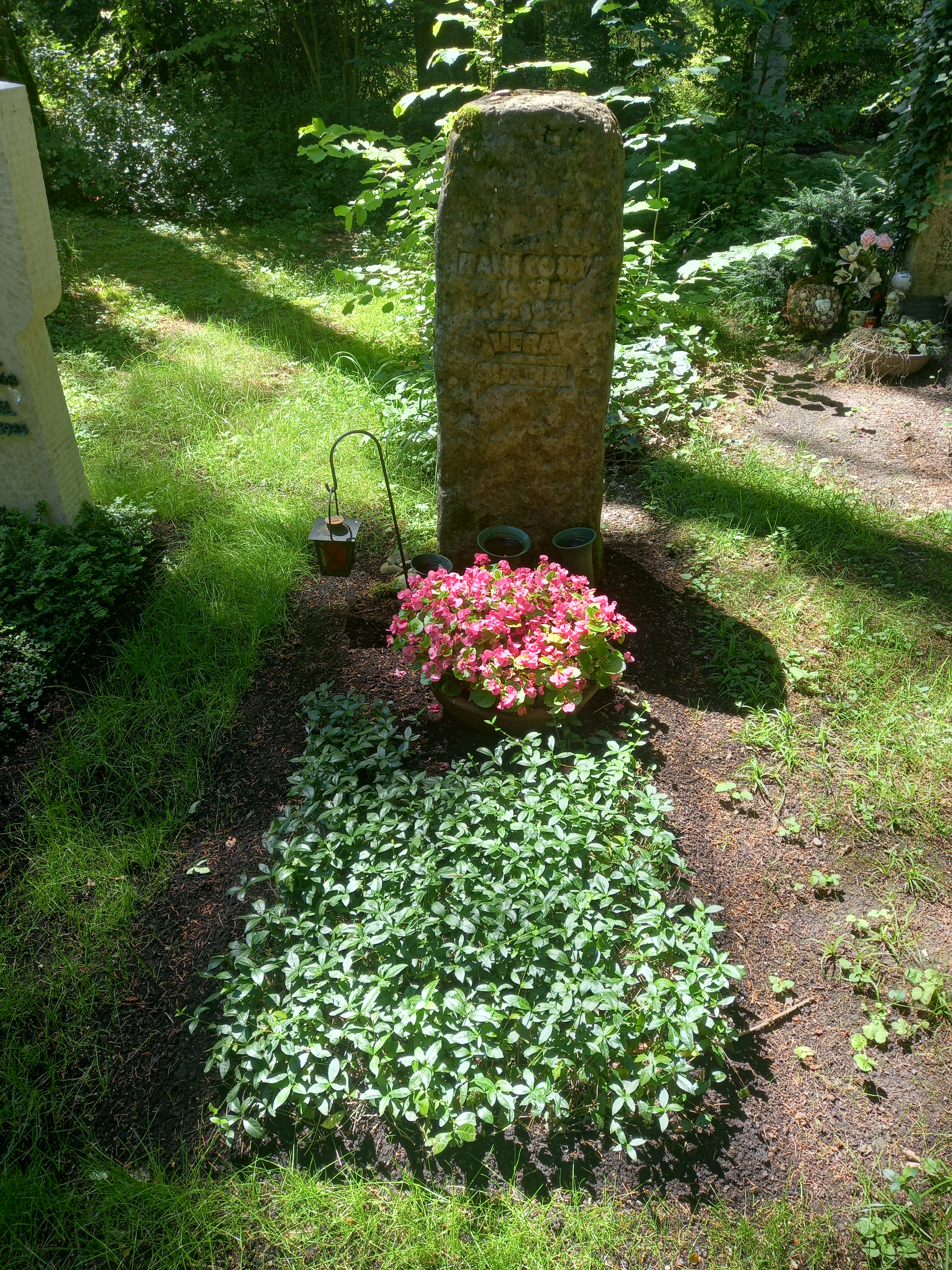
Das Grab von Vera Brühne und Hans Cossy auf dem Waldfriedhof Solln in München

Vera-Maria Brühne (geborene Kohlen; * 6. Februar 1910 in Kray; † 17. April 2001 in München) war eine vom Landgericht München II am 4. Juni 1962 gemeinsam mit Johann Ferbach wegen Mordes an dem Münchner Arzt Otto Praun und dessen Haushälterin Elfriede Kloo zu lebenslangem Zuchthaus und Aberkennung der bürgerlichen Ehrenrechte auf Lebenszeit verurteilte Frau.
Das mutmaßliche Fehlurteil war noch nach Brühnes Tod Gegenstand öffentlicher Debatten über das Wiederaufnahmerecht in Deutschland sowie die wahren Hintergründe der Tat und gab der westdeutschen Boulevardpresse Anlass zu Auseinandersetzungen über die Lebensweise alleinerziehender Frauen.

## Leben
Vera Brühne wuchs in gutbürgerlichen Verhältnissen in Essen-Kray auf. Ihr Vater, Ludwig Kohlen (1870–1951), war bei ihrer Geburt Bürgermeister der bis 1929 selbständigen Bürgermeisterei Kray-Leithe. In erster Ehe war Brühne mit dem Schauspieler Hans Cossy verheiratet, dem Vater ihrer Tochter Sylvia (1941–1990). Später heiratete sie den bekannten Filmkomponisten Lothar Brühne. Auch diese Ehe wurde geschieden.

## Mordfall Praun

### Polizeiliche Ermittlungen
Otto Praun und seine Haushälterin Elfriede Kloo wurden am 19. April 1960, dem Dienstag nach Ostern, in Prauns Villa in Pöcking am Starnberger See erschossen aufgefunden. Als Todeszeitpunkt wurde Gründonnerstag, der 14. April 1960, festgestellt. Zunächst gingen die Ermittler von einem erweiterten Suizid Prauns aus.
Erst nachdem Vera Brühne testamentarisch als Erbin von Prauns Finca in Spanien feststand, wurden die Leichen auf Betreiben von Prauns Sohn Günther exhumiert und obduziert. Im Oktober 1961 wurden Vera Brühne und ihr Bekannter Johann Ferbach verhaftet. Gegen beide wurde Anklage wegen Mordes erhoben.
Günther Praun, der Sohn des ermordeten Otto Praun, brachte verschiedene Beweismittel in das Verfahren ein (insbesondere die Armbanduhr des Opfers und einen angeblich am Tatort gefundenen Brief), die nicht polizeilich gesichert und möglicherweise verfälscht waren.
Eine wichtige Rolle spielten auch die widersprüchlichen Aussagen der Tochter von Vera Brühne, Sylvia Cossy, die ihre Mutter ursprünglich belastet hatte und ihre Aussage dann vor Gericht widerrief.

### Prozess und Verurteilung zu lebenslanger Haft
Bereits vor Beginn des Prozesses vor dem Landgericht München II wurde Brühne im Stern, in der Münchner Abendzeitung und in anderen Medien als Schuldige dargestellt. Über den Indizienprozess wurde in der Boulevardpresse wochenlang berichtet, die attraktive Brühne als „geldgieriges Luder“ dargestellt und über – zur damaligen Zeit – skandalöse erotische Ausschweifungen spekuliert. Vera Brühne hatte sich massiv in Widersprüche verwickelt und auch versucht, Zeugen zu bestechen. Am 4. Juni 1962 verurteilte das Gericht sie und den Mitangeklagten Johann Ferbach wegen gemeinschaftlichen Doppelmordes zu einer lebenslangen Zuchthausstrafe.

### Die abgewiesenen Revisionsanträge
Die Verteidiger Brühnes und Ferbachs stellten insgesamt fünf Anträge zur Wiederaufnahme des Verfahrens zugunsten der Angeklagten und scheiterten damit. Den Karlsruher Revisionsantrag verwarf der Bundesgerichtshof am 4. Dezember 1962, womit das Urteil Rechtskraft erlangte. Ein 1972 von der Aktionsgemeinschaft deutscher Rechtsanwälte eingereichtes Gnadengesuch wurde 1975 vom damaligen Ministerpräsidenten Alfons Goppel abgelehnt. Nach achtzehnjähriger Haft wurde Vera Brühne überraschend am 17. Dezember 1979 vom damaligen bayerischen Ministerpräsidenten Franz Josef Strauß (CSU) begnadigt und aus der Justizvollzugsanstalt Aichach entlassen. Nach Brühnes Tod erteilte ihr Adoptivsohn David Wilfried Tasch dem Hamburger Rechtsanwalt Gerhard Strate das Mandat, den Prozess neu aufzurollen.

### Kritik
Brühne stritt die ihr zur Last gelegte Tat zeitlebens ab. Die Wochenzeitung Die Zeit kam 2001 zu „[…] jenem Schluss, der heute juristischer Konsens ist: Vera Brühne – ob Mörderin oder nicht – hätte auf der Basis solch einseitiger und unsauberer Ermittlungen niemals verurteilt werden dürfen.“ Umso überraschender wurde von vielen empfunden, dass kein Wiederaufnahmeverfahren zugelassen wurde. Das Anwaltsmagazin schrieb in seiner Nr. 17/2000: „[…] steht nach den neuesten Erkenntnissen der Gerichtsmedizin fest, dass der Tod der Opfer nicht zu dem Zeitpunkt eingetreten sein konnte, den das Gericht unterstellt hat.“ Dieser Tatzeitpunkt war ein wichtiger Bestandteil der Urteilsbegründung.
Nach Recherchen des WDR bestehen aus heutiger Sicht weitere Ungereimtheiten in der Urteilsfindung. Erwiesen sind einige ungeklärte Todesfälle, darunter tatsächliche oder mögliche Morde im Kreis von Zeugen und Mitwissern. Wiederaufnahmeanträge für ein neues Verfahren wurden über Jahre hinweg abgelehnt.
Es gibt Indizien, dass Praun Verbindungen zum illegalen Waffenhandel hatte. Insbesondere wurde er mit einer großen Korruptionsaffäre, dem Skandal um die Beschaffung des Schützenpanzers HS-30, in Verbindung gebracht. Eine Hauptperson dieser Affäre war Werner Repenning, der persönliche Referent von Strauß. Häufig wurde ein Zusammenhang von Prauns Ermordung mit diesen Verbindungen vermutet.

## Leben nach der Haftentlassung
Vera Brühne lebte nach der Entlassung aus dem Gefängnis 1979 unter dem Namen „Maria Adam“ in ihrer Eigentumswohnung in der Kaulbachstraße 40 in München. Dort starb sie 2001 im Klinikum rechts der Isar und wurde auf dem Waldfriedhof Solln im Grab ihres ersten Ehemannes beigesetzt.
Günther Praun, der Sohn des ermordeten Otto Praun, lebte bis zu seinem Tod 2008 in der Villa in Pöcking am Starnberger See. Das Haus in Spanien, das nach dem Willen des Ermordeten Vera Brühne hätte zufließen sollen, war ebenfalls an ihn übergegangen, weil man sie nach der rechtskräftigen Verurteilung für erbunwürdig erklärt hatte.

## Hörspiel und Tonbandmitschnitte der Vernehmungen
2017 produzierte der Autor und Regisseur Michael Farin das dreiteilige Hörspiel Nr. 989, Aichach – Vera Brühne Mitschnitte beim Bayerischen Rundfunk. Es beruht auf den Akten des Prozesses und Tonbandmitschnitten der Vernehmungen im Fall Brühne. Zusätzlich wurden 21 Tonbandprotokolle der Vernehmungen von Vera Brühne, Johann Ferbach und Sylvia Cossy (Cosiolkofsky) durch Staatsanwalt und Ermittlungsrichter mit insgesamt neun Stunden Länge im Hörspiel Pool des BR zugänglich gemacht.

## Film
- 1966 entstand unter der Regie von Rudolf Jugert ein ZDF-Fernsehfilm mit dem Titel Der Fall Vera Brühne, der aber vermutlich nie gesendet wurde.[14] Die Titelrolle wurde seinerzeit von Katharina Mayberg gespielt. In der Rolle ihrer Tochter Sylvia Cossy war Doris Kunstmann zu sehen.
- Das Fernsehen der DDR brachte 1972 in seiner Sendereihe Kriminalfälle ohne Beispiel den zweiteiligen Film Der Fall Brühne-Ferbach (Regie: Hubert Hoelzke, Szenarium: Günter Prodöhl), u. a. mit Gisela May als Vera Brühne, Harry Hindemith als Dr. Otto Praun, Hans Teuscher als Staatsanwalt Rüth und Herbert Köfer als Regierungsinspektor Homann.[15]
- Das Verfahren wird unter dem Titel Lebenslänglich für Vera Brühne als erste Folge der Dokumentarreihe Die großen Kriminalfälle aus dem Jahr 2000 von Michael Gramberg in Frage gestellt.[5]
- Der Fall Vera Brühne ist ein zweiteiliger Fernsehfilm aus dem Jahr 2001 von dem deutschen Filmemacher Hark Bohm mit Corinna Harfouch in der Titelrolle, in dem die Schuldfrage offen bleibt.